# Liste der Monuments historiques in Saint-Pancré
Die Liste der Monuments historiques in Saint-Pancré führt die Monuments historiques in der französischen Gemeinde Saint-Pancré auf.

## Liste der Objekte
| Bezeichnung                      | Beschreibung                                                         | Standort                         | Kennzeichnung | Schutzstatus | Datum | Bild |
| -------------------------------- | -------------------------------------------------------------------- | -------------------------------- | ------------- | ------------ | ----- | ---- |
| Skulptur Heiliger Rochus         | Eichenholz, farbig gefasst und vergoldet, um 1700                    | in der Kirche St-Pancrace (Lage) | PM54001897    | Classé       | 1991  |      |
| Skulptur Heiliger Pankratius     | Lindenholz, farbig gefasst und vergoldet, Mitte des 18. Jahrhunderts | in der Kirche St-Pancrace (Lage) | PM54001894    | Inscrit      | 1991  |      |
| Retabel des linken Seitenaltars  | Holz, farbig gefasst und vergoldet, Ende des 17. Jahrhunderts        | in der Kirche St-Pancrace (Lage) | PM54001900    | Inscrit      | 1991  |      |
| Skulptur Heiliger Sebastian      | Eichenholz, farbig gefasst, um 1700                                  | in der Kirche St-Pancrace (Lage) | PM54001896    | Inscrit      | 1991  |      |
| Skulptur eines heiligen Bischofs | Lindenholz, farbig gefasst und vergoldet, Mitte des 18. Jahrhunderts | in der Kirche St-Pancrace (Lage) | PM54001895    | Inscrit      | 1991  |      |
| Skulptur heiliger Nikolaus       | Eichen- und Lindenholz, farbig gefasst, Mitte des 18. Jahrhunderts   | in der Kirche St-Pancrace (Lage) | PM54001898    | Inscrit      | 1991  |      |
| Retabel des rechten Seitenaltars | Holz, farbig gefasst und vergoldet, Ende des 17. Jahrhunderts        | in der Kirche St-Pancrace (Lage) | PM54001899    | Inscrit      | 1991  |      |